# هری هیل (دوچرخه‌سوار)
هری هیل (انگلیسی: Harry Hill; ۸ مهٔ ۱۹۱۶ – ۳۱ ژانویهٔ ۲۰۰۹) دوچرخه‌سوار اهل بریتانیا بود.
وی در مسابقات کشوری و بین‌المللی در مجموع برندهٔ ۱ مدال برنز شده‌است.